# ンガサウジャンの戦い
ンガサウジャンの戦い（ンガサウジャンのたたかい）は、1277年にモンゴル帝国（大元ウルス）とビルマのパガン朝との間で行われた最初の戦闘。パガン朝の君主ナラティーハパテが元に忠誠を誓ったタイ系の諸族を攻撃したことから始まり、元の君主クビライの命を受けて出撃した雲南方面の駐屯軍がこれを徹底的に破った。

## 背景
帝位継承戦争を制しモンゴル帝国第5代カアンとなったクビライは、周辺の国々に入貢と臣従を求め使者を送った。パガン朝のナラティーハパテ王は1271年、初めて使者が来た時にこれを拒絶し、1273年に再び使者が訪れた時にはこれを処刑した。この侮辱的行動に対し、クビライはすぐには行動を起こさなかったため、ナラティーハパテは属国でありながら元朝に内通した金歯などのタイ系の諸族に対し報復攻撃をしかけた。この軍事行動に対し、雲南方面の元の駐屯軍はパガン軍を撃退するよう命令を受けた。

## 経過
パガン軍は戦象を率いて北上し、永昌の付近で元軍を迎え撃った。パガン軍の接近に対し元軍は当初密林を利用し攻撃を防ぎ、その後攻撃をしかけようとした。ところが、パガン軍は前線に戦象を配置していたために、初めて見る存在に元軍の騎馬は恐怖を抱き、元軍はこれを制御できなくなった。そこで元軍の指揮官は騎馬隊に下馬し、遠くから弓を射るように命じた。鎧のたぐいをつけていない戦象は雨のように降りかかる矢に大きく傷を受け、苦痛に混乱して自軍や密林になだれこみ、途上にあった全てのもの（パガン軍の歩兵部隊も含む）を破壊し、戦場から去った。戦象が離脱した後、元軍は再び乗馬し、残ったパガン軍を大いに破った。

## 結果
パガン軍は潰走したが、元軍の指揮官もまた負傷したため、元軍は深追いすることなく雲南に戻った。同年の後期、元軍はパガンに侵攻し、ビルマ北部のバモーを攻めてこの地域に駅伝を設置しようと試みたが、現地の熱病によって大都へ退却せざるを得なくなった。また、この頃クビライにビルマより連れてこられた象が献上されたので、以後クビライは麾下の軍勢に戦象部隊を備えるようになったという。ナヤン・カダアンによるナヤン・カダアンの乱の際、クビライは戦象に乗り自ら戦場に出撃したと伝えられている。